# Schraderanthus
Schraderanthus, monotipski biljni rod iz porodice pomoćnica ili krumpirovki. Jedina vrsta je S. viscosus
Rod je opisan je u Phytologia 91(1): 54. 2009.

## Opis
Schraderanthus viscosus je zeljasta biljka ili grm rasprostranjen u Meksiku i Gvatemali visine 1-4 m. Raste na nadmorskoj visini od 400 do 2500 m (Gentry i Standley 1974, Nee 1986). Živi u planinskim oblačnim šumama i borovim hrastovim šumama povezanim s Quercusom, Clethra, Oreopanaxom, Clusia i Piperom. Obično raste u duboko žutim i crvenkastim tlima. U Meksiku ova vrsta raste u državama Hidalgo, Guerrero, Veracruz, Oaxaca i Chiapas, dok je u Gvatemali sakupljena u departmanu Zacapa. Glavne prijetnje za područje taksona su krčenje šuma, poljoprivreda, stočarstvo, šumski požari i ljudska naselja. Schraderanthus viscosus je ocijenjen kao ranjiv (VU).

## Sinonimi
- Athenaea macrocardia Standl. & Steyerm.; Publ. Field Mus. Nat. Hist., Chicago, Bot. Ser. 22: 375 (1940)
- Athenaea viscosa (Schrad.) Benth. & Hook.f. ex Fernald; Proc. Amer. Acad. Arts 35: 567 (1900)
- Chamaesaracha viscosa (Schrad.) Hunz.; Lorentzia 8: 8 (1995)
- Jaltomata viscosa (Schrad.) D´Arcy & T.Davis; Ann. Missouri Bot. Gard. 63(2): 363 (1976 publ. 1977)
- Leucophysalis viscosa (Schrad.) Hunz.; Kurtziana 21: 283 (1991)
- Physalis schraderiana Bernh.; Linnaea 13: 361 (1839)
- Saracha viscosa Schrad.; Ind. Sem. Hort. Götting. (1832) 5 ex Dunal in DC. Prod. 13(1): 433 (1852); bazionim.
- Witheringia viscosa (Schrad.) Miers; Ann. & Mag. Nat. Hist. Ser. II. 11: 92 (1853)